# Dimensionsverdopplungssatz
In der Stochastik sind die Dimensionsverdopplungssätze zwei Resultate über die Hausdorff-Dimension des Bildes einer brownschen Bewegung. Beide Sätze sagen im Kern, dass sich die Dimension einer Menge {\displaystyle A} unter einer brownschen Bewegung fast sicher verdoppelt.
Der erste Satz wird auch Satz von McKean (1955) genannt und stammt von Henry P. McKean jr. Der zweite Satz ist eine Verschärfung des vorherigen Satzes und wird auch Satz von Kaufman (1969) genannt, da er von Robert Kaufman stammt.

## Aussagen
Für eine brownsche Bewegung {\displaystyle W(t)} und eine Menge {\displaystyle A\subset [0,\infty )} definieren wir das Bild von {\displaystyle A} unter {\displaystyle W}, das bedeutet
{\displaystyle W(A):=\{W(t):t\in A\}\subset \mathbb {R} ^{d}.}

### Satz von McKean
Sei {\displaystyle W(t)} eine brownsche Bewegung in der Dimension {\displaystyle d\geq 2}. Sei {\displaystyle A\subset [0,\infty )}, dann gilt
{\displaystyle \dim W(A)=2\dim A}
{\displaystyle P}-fast sicher.

### Satz von Kaufman
Sei {\displaystyle W(t)} eine brownsche Bewegung in der Dimension {\displaystyle d\geq 2}. Dann gilt {\displaystyle P}-fast sicher, für eine beliebige Menge {\displaystyle A\subset [0,\infty )}, dass
{\displaystyle \dim W(A)=2\dim A.}

### Erläuterungen
Der Unterschied zwischen beiden Sätzen ist folgender: Bei McKean hängt die {\displaystyle P}-Nullmenge, d. h. die Menge, auf der die Aussage nicht gilt, von der Wahl der Menge {\displaystyle A} ab. Kaufmans Resultat gilt hingegen für alle Mengen {\displaystyle A} gleichzeitig. Kaufmans Resultat kann somit auch für zufällige Mengen {\displaystyle A} verwendet werden.